# Лорена (Техас)
Лорена (англ. Lorena) — місто (англ. city) в США, в окрузі Макленнан штату Техас. Населення — 1785 осіб (2020).

## Географія
Лорена розташована за координатами 31°22′54″ пн. ш. 97°12′46″ зх. д. / 31.38167° пн. ш. 97.21278° зх. д. (31.381624, -97.212800).  За даними Бюро перепису населення США в 2010 році місто мало площу 8,70 км², уся площа — суходіл.

## Демографія
Згідно з переписом 2010 року, у місті мешкала 1691 особа в 604 домогосподарствах у складі 490 родин. Густота населення становила 194 особи/км².  Було 640 помешкань (74/км²).
Расовий склад населення:
| - 93,6 % — білих - 0,9 % — чорних або афроамериканців - 0,9 % — азіатів - 0,1 % — корінних американців - 3,0 % — осіб інших рас |

До двох чи більше рас належало 1,4 %. Частка іспаномовних становила 9,9 % від усіх жителів.
За віковим діапазоном населення розподілялося таким чином: 30,2 % — особи молодші 18 років, 58,9 % — особи у віці 18—64 років, 10,9 % — особи у віці 65 років та старші. Медіана віку мешканця становила 35,6 року. На 100 осіб жіночої статі у місті припадало 94,4 чоловіків;  на 100 жінок у віці від 18 років та старших — 91,2 чоловіків також старших 18 років.
Середній дохід на одне домашнє господарство  становив 68 642 долари США (медіана — 53 125), а середній дохід на одну сім'ю — 74 860 доларів (медіана — 68 194). За межею бідності перебувало 12,8 % осіб, у тому числі 20,1 % дітей у віці до 18 років та 4,8 % осіб у віці 65 років та старших.
Цивільне працевлаштоване населення становило 871 особа. Основні галузі зайнятості: освіта, охорона здоров'я та соціальна допомога — 27,3 %, роздрібна торгівля — 13,2 %, виробництво — 10,8 %, науковці, спеціалісти, менеджери — 10,3 %.